# Jamie Cox (Boxer)
Jamie Cox (* 24. August 1986 in Swindon, Wiltshire, Vereinigtes Königreich, als James Simon Russan) ist ein britischer Boxer im Supermittelgewicht. Er wird von John Costello trainiert und wurde von 2007 bis 2017 von Frank Warren promotet. Sein aktueller Promoter ist Eddie Hearn.

## Amateurkarriere
Bei den Amateuren trat Cox im Halbweltergewicht an. Im Jahre 2006 wurde er unter anderem englischer Meister in London, wo er Eddie Corcoran im Finale mit 24:6 nach Punkten schlug, und nahm an den Commonwealth Games teil. Dort bezwang er Ionas Christodoulou, Todd Kidd, Jamie Crees und Moses Kopo und holte somit Gold für England.

## Profikarriere
Im Jahr 2007 debütierte der Rechtsausleger als Profiboxer. Er konnte seine ersten 3 Kämpfe, die alle auf 4 Runden angesetzt waren, nur nach Punkten gewinnen. 
Am 11. September 2011 traf Cox in einem auf 12 Runden angesetzten Kampf auf den bis dahin noch ungeschlagenen Obodai Sai (16-0-0). In diesem Kampf ging es um den Commonwealth-Titel. Cox entschied diesen Kampf einstimmig nach Punkten für sich (115:113, 114:112, 114:113). 
Cox boxte nach diesem Fight erst wieder im Jahr 2013. Gegner war der Franzose Matiouze Royer. Cox gewann den auf 6 Runden angesetzten Kampf klar und einstimmig nach Punkten. Nach einer erneuten längeren Phase ohne Kämpfe trat Cox erst wieder am 14. Februar 2015 an. Er besiegte Alistair Warren bereits in Runde 1 durch k.o. Nur gut 5 Monate später kämpfte Cox um den vakanten Europameistertitel des Verbandes WBO gegen Blas Miguel Martinez. Diesen besiegte Cox ebenfalls durch T.K.o. in der 1. Runde und sicherte sich somit jenen Gürtel. Im November desselben Jahres verteidigte er diesen Titel gegen den Iren Ferenc abermals durch technischen K. o. in der 1. Runde.
Sein Landsmann Lewis Taylor trat gegen ihn Ende Mai 2017 um den vakanten kontinentalen Titel der WBA an und verlor durch „technische Entscheidung“ in Runde 9 in einem auf 12 Runden angesetzten Fight.

### WBSS
Anfang Juli 2017 wurde bekannt, dass Cox an der World Boxing Super Series (WBSS) teilnimmt. Dort traf er am 14. Oktober 2017 in der Wembley Arena in London auf seinen Landsmann George Groves und ging in Runde 4 schwer k.o.